# 缀术
《缀术》是中国南北朝时的一部算经，汇集了祖冲之和祖暅父子的数学研究成果。根据《旧唐书》和《新唐书》记载，《缀术》五卷，为李淳风注释。这本书被認為内容深奥，以至“学官莫能究其深奥，故废而不理”（《隋書》）。《缀术》在唐代被收入《算经十书》，成为唐代国子监算学课本，当时学习《缀术》需要四年的时间，可见《缀术》的艰深。《缀术》曾经传至朝鲜、日本，但到北宋元豐七年（1084年）秘書省重新刊刻《算經十書》时，这部书就已亡佚。
古代天文学的一种测算法。宋沈括《梦溪笔谈·技艺》：“求星辰之行，步气朔消长，谓之‘缀术’。”宋沈括《梦溪笔谈·象数二》：“前世修曆，多只增损旧曆而已，未曾实考天度。其法须测验每夜昏晓夜半月及五星所在度秒，置簿録之。满五年，其间剔去云阴及昼见日数外，可得三年实行，然后以算术缀之，古所谓‘缀术’者此也。”